# Unicornibot
Unicornibot var ett galiciskt math rock band från Pontevedra i Spanien som bildades 2008. Gruppen splittrades 2014 efter har de publicerat tre studioalbum, Hare Krishna (2010), Dalle! (2012) och Mambotron (2013).

## Historia
På februari 2010 spelade Unicornibot in sin första album, Hare Krishna, i inspelningsstudion Brazil, i Rivas-Vaciamadrid. Albumet behärskades av Bob Weston, basgitarristen i bandet Shellac. Unicornibot självredigeraded albumet på 1 oktober 2010.
Sin andra album, Dalle!, spelades in live i inspelningsstudion Brazil igen. Albumet redigeradeds på 15 mars 2012 på galicisk skivbolagen Matapadre. Dalle! behärskades i studion Golden Mastering, i Ventura, Kalifornien. På 31 maj 2012 spelade Unicornibot på festivalen Primavera Sound, i Barcelona. Sedan spelade bandet i Frankrike, Portugal och flera spanska städer också.
Mambotron var sin tredje musikalbum. Det var spelade in i inspelningsstudion Brazil på maj 2013. Albumet behärskades i studion Golden Mastering igen. Studioalbumet utgivet den 11 september 2013 på skivbolagen Matapadre.
På 4 december 2014 meddelade bandet via Facebook att det skulle ta "en paus utan returdatum". Unicornibot spelade sin sista konsert i Liceo Mutante i Pontevedra den 26 december 2014.
Strax efter gruppens splittring grundade Álex Gayoso, Gon Goitia och Toño Rodríguez bandet diola. Gayoso spelade bas i Cuchillo de Fuego till 2016. Guillermo García är nuvarande trummis för Cuchillo de Fuego sedan 2018.

## Diskografi

### Album
- 2010 – Hare Krishna (självredigerad)
- 2012 – Dalle! (Matapadre)
- 2013 – Mambotron (Matapadre)